# Ophichthus stenopterus
Ophichthus stenopterus är en fiskart som beskrevs av Cope, 1871. Ophichthus stenopterus ingår i släktet Ophichthus och familjen Ophichthidae. Inga underarter finns listade i Catalogue of Life.